# Izjaslav III.
Izjaslav III. (rusky Изяслав Давидович – Izjaslav Davidovič, ukrajinsky Ізяслав Давидович – Izjaslav Davydovyč, asi 1110–1162), kníže (kňaz ) z Černigova (1152–1154, 1155–1157) a velkokníže kyjevský (1154–1155, 1157–1158, 1162). Byl synem Davyda Svjatoslaviče z Černigova.